# The One (Kylie Minogue)
"The One" dance-pop/elektronička je pjesma australske pjevačice Kylie Minogue. Objavljena je kao singl s njenog desetog studijskog albuma, X 28. srpnja 2008. u izdanju diskografske kuće Parlophone. 

## O pjesmi
Pjesmu su napisali John Andersson, Johan Emmoth, Emma Holmgren i Freemasons. Minogue i Richard Stannard pobrinuli su se za tekst pjesme. "The One" je objavljena kao singl samo za digitalno preuzimanje u Novom Zelandu 22. rujna 2008., ali nije dospjela među prvih 50 mjesta na ljestvici.
Originalno, "The One" je pjesma dance grupe koja se zove Laid and Emma Holmgren. Njihova verzija, nazvana "I'm the One", nalazi se na dance kompilaciji Mastercuts: Funky House iz 2006. godine. Minogueina verzija ima drugačije stihove.
"The One" je dospjela na 36. mjesto na ljestvici u Ujedinjenom Kraljevstvu zbog popularnosti airplaya i digitalne prodaje. Prava objava ovog singla je otkazana zadnje minute i puštanje airplaya je zaustavljeno. To je spriječilo da pjesma zauzme više mjesto.
Iako nije objavljena u SAD-u, pjesma je odabrana za jednu od "Najboljih pop pjesama 2008." u San Franciscu.
Minogue je izvodila pjesmu na sljedećim koncertnim turnejama:
- KylieX2008
- For You, For Me Tour
- Aphrodite World Tour

Pjesma je također izvedena na The Kylie Showu, televizijskoj posebnoj emisiji 2007. godine.

## Popis pjesama
UK promotivni CD singl

(5099951497323; izdanje otkazano)
1. "The One" - 4:05
2. "The One" (Freemasons Vocal Club Mix Edit) - 3:43

UK promotivni CD-R singl

(ACETATE PROMO 1; izdanje otkazano)
1. "The One" (Freemasons Vocal Club Mix) - 9:15

UK promotivni CD-R singl

(ACETATE PROMO 2; izdanje otkazano)
1. "The One" (Freemasons Vocal Club Mix) - 9:15
2. "The One" (Freemasons Vocal Club Mix Edit) - 3:43

iTunes digitalna kolekcija 1
1. "The One" (albumska verzija) - 4:05
2. "The One" (Freemasons Vocal Club Mix) - 9:15

iTunes digitalna kolekcija 2
1. "The One" (Album edit) - 3:36

Digital 7"
1. "The One" (Freemasons Vocal Club Mix Edit) - 3:43

Australski iTunes digitalni EP
1. "The One" (Albumska verzija) - 4:05
2. "The One" (Freemasons Vocal Club Mix Edit) - 3:43
3. "The One" (Freemasons Vocal Club Mix)- 9:15

3 Track Bitrocka Remix EP
1. "The One" (Bitrocka Remix) - 7:10
2. "The One" (Bitrocka Remix Edit) - 4:44
3. "Ruffle My Feathers" (Bitrocka Remix)- 5:59

## Videospot
Poslije mjeseci špekulacija, na stranici Kylie.com objavljeno je da je spot za pjesmu "The One" snimljen. Premijera videspota bila je u kolovozu 2008. godine na stranici Kylie.com. Početna scena spota prikazuje plesača (Jason Beitel) i plesačicu kako se okreću uz kaleidoskopski efekt svjetala pozadine. Minogue se prvo prikazuje s dugačkom i ravnom svijetlom kosom. Onda se pojavljuje odjevena u stilu 1920-ih godina s valovitom kosom, uz pozadinu sa svjetlosnim efektima. Kroz spot i dalje se vide kaleidoskopski efekti i Kylie odjevena u dugačku bijelu svilenu haljinu, zatim u kratku crnu haljinu i na kraju s Ray-Ban Wayfarer sunčanim naočalama s kratkom kosom kako pjeva zadnje stihove pjesme.
Iako pjesma nije objavljena u Latinskoj Americi, spot se jako često puštao na TV programima VH1 i MTV Brazil, posebno u noćnim ili jutarnjim terminima na

## Top ljestvice
| Top ljestvica (2008.)         | Najviša pozicija |
| ----------------------------- | ---------------- |
| Australija, airplay ljestvica | 13               |
| Belgija (Flandrija)           | 7                |
| Belgija (Valonija)            | 15               |
| Izrael                        | 12               |
| Rumunjska                     | 5                |
| Turska                        | 4                |
| Ujedinjeno Kraljevstvo        | 36               |

## Povijest objavljivanja
| Država                 | Datum objave        |
| ---------------------- | ------------------- |
| Ujedinjeno Kraljevstvo | 28. srpnja 2008.    |
| Novi Zeland            | 22. rujna 2008.     |
| Europa                 | 7. listopada 2008.  |
| Australija             | 20. listopada 2008. |
| SAD                    | 20. travnja 2009.   |